# ValuJet Airlines
 (août 2022).
Si vous disposez d'ouvrages ou d'articles de référence ou si vous connaissez des sites web de qualité traitant du thème abordé ici, merci de compléter l'article en donnant les références utiles à sa vérifiabilité et en les liant à la section « Notes et références ».

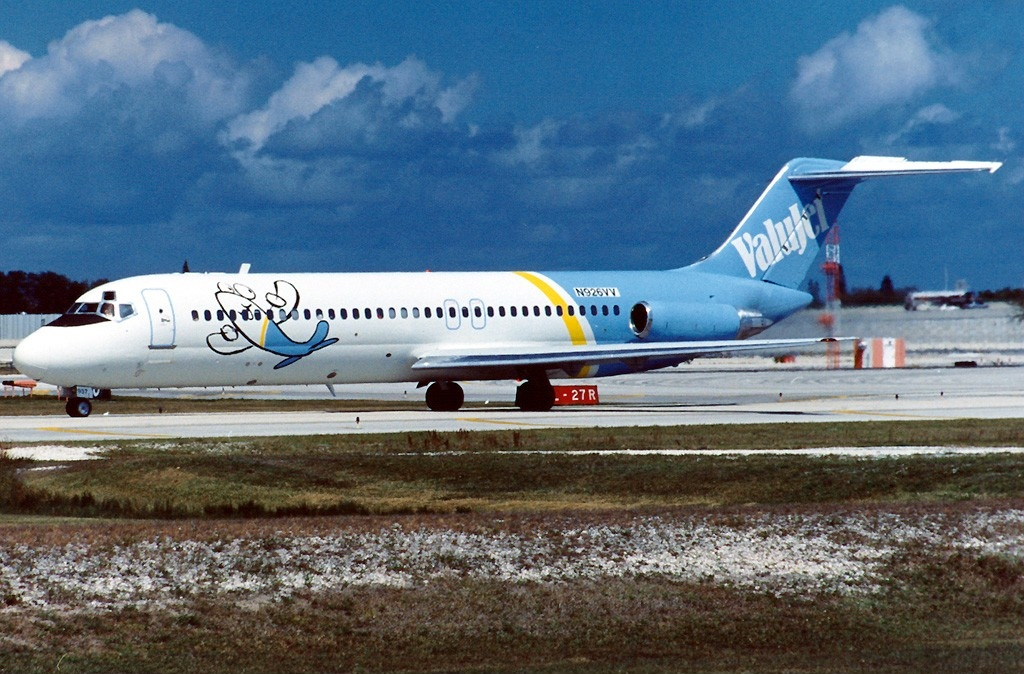
McDonnell Douglas DC 9-32 de la compagnie ValuJet Airlines

ValuJet Airlines était une compagnie aérienne à bas prix américaine qui effectuait des vols dans le Sud des États-Unis entre 1992 et 1997. Après le crash du vol 592 en 1996, impliquant directement la sécurité de la compagnie, ses dirigeants procédèrent à des remaniements. Après l'acquisition de AirTran Airways par ValuJet en 1997, les dirigeants de la compagnie ont souhaité garder AirTran comme compagnie survivante, dans le but de redorer l'image ternie de la marque ValuJet. La flotte et les activités de ValuJet ont été transférées à AirTran en 1998 et ValuJet a été fusionné avec AirTran Airways en 1999. AirTran a été acheté par Southwest Airlines en 2011 et ses activités ont pris fin en 2014.

## Histoire
La compagnie fut créée en 1992 avec 4 millions de dollars, une somme dérisoire, par Lewis Jordan, avec l'objectif de devenir le « Walmart des compagnies aériennes ». L'ascension de ValuJet fut fulgurante. Chaque année ce furent 20 nouveaux avions qui vinrent enrichir la flotte, mais au début la compagnie n'acquit que de vieux appareils, essentiellement des McDonnell Douglas DC-9 et quelques Boeing 737.
La stratégie de management consistait en effet à faire du profit à tous les étages, principalement en déléguant les tâches à des entreprises de piètre qualité. Les pilotes devaient eux-mêmes financer leur formation qui coûtait environ 10 000 dollars. La rénovation des vieux appareils achetés et leur entretien furent réalisés par une entreprise, SabreTech, qui employait des ouvriers d'origine hispanique ne sachant même pas déchiffrer les manuels techniques en anglais des avions. SabreTech délégua également ses activités afin de ne pas avoir à payer de pénalités de retard à ValuJet lors de la rénovation des appareils.
Ce fut la compagnie aérienne enregistrant aussi rapidement d'importants profits, 21 millions de dollars en 1994, et lorsqu'elle entra en bourse, elle enregistra une hausse de la valeur de ses actions de plus de 400 % en un an et demi. En octobre 1995, elle commanda 50 McDonnell Douglas DC-95 (renommés Boeing 717 après la fusion des deux constructeurs), devenant la première compagnie à bas prix à faire le lancement d'un nouvel appareil.
Le premier incident grave arrive le 8 mai 1995 : le vol 597 interrompit son décollage d'Atlanta après l'explosion d'un moteur ayant abîmé le fuselage et provoqué un incendie à bord. Il n'y aura heureusement pas de victimes mais le DC-9 fut entièrement détruit par l'incendie. L'appareil avait été mal entretenu. 
En 1996, ValuJet reçoit un avertissement de la FAA après plusieurs incidents : s'il n'y a eu que 15 atterrissages d'urgence en 1994, il y en aura 57 en 1995 et plus de 50 début 1996. Dès février 1996, la compagnie fut obligée d'obtenir une autorisation de la FAA pour mettre en service un nouvel appareil (ce n'était plus arrivé à aucune compagnie depuis la crise de 1979) et menaça de suspendre sa certification.

## Le crash du vol 592
Le vol 592 devait assurer la liaison Miami-Atlanta le 11 mai 1996. L'avion était un DC-9 âgé de 27 ans, ayant appartenu à Delta Air Lines. Le commandant de bord, Candi Kubeck, 35 ans était une des rares femmes à occuper ce poste. Elle totalisait plus de 8 900 heures de vol dont 1 900 sur DC-9. À ses côtés, il y avait Richard Hazen, 52 ans, un copilote très expérimenté ayant servi comme mécanicien et comme pilote dans l'US Air Force. Il n'y aura aucun survivant parmi les 110 personnes à bord.
L'avion décolle vers 13h45, avec plus de trois quarts d'heure de retard. Trois minutes plus tard, alors que l'avion passe les 10 000 pieds, un bruit sourd résonne dans la soute. 12 secondes plus tard, une panne électrique met hors service la plupart des instruments de bord, les pilotes contactent immédiatement la tour de contrôle et demandent à faire demi-tour. Le DC-9 entame son virage quand soudain des passagers se mettent à hurler « Au feu ! ». Les pilotes alertent la tour de la présence de fumée dans le cockpit, les pompiers sont alertés et se déploient sur la piste de l'aéroport. Quelques secondes plus tard, l'avion disparaît des radars au-dessus des Everglades.
Les Everglades sont des marécages quasiment impraticables abritant de nombreux crocodiles, des témoins ont vu l'avion se faire « avaler » par les marais. Si leur profondeur ne dépasse pas 6 m, le fond est composé d'une couche de plus de 10 m de plantes en putréfaction et de sédiments. Autant dire que l'enquête s'annonce comme particulièrement difficile. Le NTSB parvient à récupérer les boîtes noires : rien d'anormal n'est enregistré jusqu'au bruit sourd. L'enregistreur présente par la suite des valeurs complètement aberrantes concernant l'altitude et la vitesse qui reviennent à la normale par la suite. Sur l'autre enregistreur, on peut entendre les hurlements effroyables des passagers.
L'enquête s'oriente donc vers le chargement de la soute : une des palettes appartenant à la compagnie aérienne comportait deux roues d'avion gonflées et de mystérieuses caisses enregistrées sous le nom « Oxy Can-Empty ». Il s'avéra qu'il s'agissait de canettes à oxygène, embarquées illégalement à bord de l'avion (le transport d'oxygène est très réglementé). Ces canettes avaient été retirées de différents avions de la compagnie par SabreTech, car leur date limite d'utilisation était dépassée. Ces canettes, qui servent à alimenter les masques à oxygène, encombraient les locaux de SabreTech pressé de s'en débarrasser sans vouloir payer la taxe de destruction en vigueur en Floride. Un technicien de SabreTech emballa alors les canettes dans des caisses, sans mettre les bouchons servant à bloquer leur déclencheur, et les fit embarquer sur le vol 592 pour Atlanta où la taxe de destruction n'existe pas.
Plusieurs expériences ont mis en évidence qu'en s'entrechoquant, les canettes ont pu se déclencher entraînant un fort dégagement de chaleur. La chaleur a fait exploser les roues embarquées, à l'origine du bruit sourd et d'une modification de la pression ayant entraîné les valeurs aberrantes d'altitude et de vitesse. Cet enchaînement de phénomènes prend un certain temps, et il est fort probable que les canettes se soient déclenchées avant ou pendant le décollage. L'accident aurait peut-être pu être évité s'il y avait eu des détecteurs de fumée en soute (devenus obligatoires à la suite de cet accident). Ainsi, peu après l'explosion des roues, le feu s'est propagé très rapidement à une température de plus de 1 600 °C sous les pieds des passagers jusqu'à ce que la rangée de gauche s'effondre sous les yeux des autres passagers hurlants alors que le reste du sol fond petit à petit.
Pour la première fois de l'histoire de l'aviation, il y eut des poursuites criminelles à l'encontre de techniciens et dirigeants de SabreTech et de ValuJet. Les dirigeants de SabreTech sont accusés de 110 meurtres au 3e degré, ainsi que de plus de 20 autres chefs d'inculpations. Les dirigeants de ValuJet ne seront que peu inquiétés. Les bouchons qui auraient pu éviter que les canettes ne se déclenchent coûtaient 3 cents à l'unité, et le responsable de l'entretien de SabreTech a avoué ne pas avoir voulu les commander malgré la demande d'un technicien.

### L'après-crash
Le 17 juin 1996, la FAA interdit les vols ValuJet. Ils ne reprendront qu'au mois de septembre avec seulement 15 appareils sur les 52 que comporte la compagnie. Malgré le crash, les actions ValuJet prendront 25 % de hausse le jour du premier nouveau vol. Mais en novembre, la compagnie affiche 55 millions de dollars de perte à la suite du crash.
Les problèmes financiers s'aggravant, en 1997, ValuJet fusionne avec AirTran Airways. ValuJet disparaît pour opérer sous le nom de AirTran, qui disparaît à son tour en 2014, dans une fusion avec Southwest Airlines.
Jamais un crash n'avait autant terni le nom d'une compagnie et les familles des victimes furent offusquées de constater qu'à part le nom, bien peu de choses avaient changé.